# En lyckoriddare
En lyckoriddare – szwedzki kostiumowy dramat historyczny z 1921 w reżyserii Johna W. Bruniusa. Scenariusz autorstwa Bruniusa i Sama Aska został opracowany na podstawie powieści o tym samym tytule z 1896 pióra Haralda Molandera. Film przedstawiał losy XVII-wiecznego poety i awanturnika Larsa Wivalliusa (Gösta Ekman). Premiera odbyła się 14 marca 1921 w Sture-Teatern w Sztokholmie. En lyckoriddare nie zachował się do czasów współczesnych.
Jako statystki w filmie wystąpiły siostry Alva i Greta Gustafsson. Druga z sióstr w owym czasie pracowała w domu towarowym PUB, kiedy to dostała od Bruniusa propozycję występu w filmie. Na spotkanie z reżyserem udała się w towarzystwie starszej siostry, wskutek czego obydwie otrzymały angaż.

## Obsada
Opracowano na podstawie materiału źródłowego:

- Gösta Ekman – Lars Wivallius
- Mary Johnson – Gertrud Wulffsdotter
- Axel Ringvall – Wulff Grijp
- Hilda Forsslund – Lena Daa
- Nils Lundell – Clement
- Vilhelm Bryde – Rönnow Bilde
- Gösta Cederlund – Niels Kagg
- Gull Natorp – pani Margarete Grijp
- Carlo Keil-Möller – Erich Gyllenstierna
- Arthur Natorp – Andreas Anundi
- Semmy Friedmann – Henri de Bresignac
- Alfred Lundberg – ksiądz
- Anna-Lisa Baude (niewym. w czołówce)
- Greta Gustafsson – dziewica (niewym. w czołówce)
- Alva Gustafsson – służąca (niewym. w czołówce)